# نورة النادي
نورة النادي (من مواليد 5 أبريل 1999) هي رياضية مغربية في سباقات المضمار والميدان تتنافس في سباق 400 متر حواجز.

## مسيرتها
فازت نورة بسباق 400 متر حواجز في دورة ألعاب التضامن الإسلامي 2021 التي أقيمت في أغسطس 2022 في قونية بتركيا. وفي ذلك الشهر، حصلت أيضًا على الميدالية البرونزية في بطولة أفريقيا 2022 في موريشيوس.
حقّقت نورة أفضل توقيت شخصي لها في مدريد في يوليو 2023 وقدره 54.37 ثانية. فازت بسباق 400 متر حواجز في دورة الألعاب الفرنكوفونية في كينساشا في 4 أغسطس 2023. شاركت نورة في بطولة العالم لألعاب القوى 2023 في بودابست في أغسطس 2023، وتأهلت إلى الدور نصف النهائي. لكنّها فشلت في بلوغ النهائي.

## الإنجازات
| العام | المسابقة                     | المكان                               | الترتيب       | المنافسات          | الوقت                |
| ----- | ---------------------------- | ------------------------------------ | ------------- | ------------------ | -------------------- |
| 2019  | البطولة العربية لألعاب القوى | القاهرة، مصر                         | المركز الثالث | السباعي            | 4 932 نقطة           |
| 2019  | الألعاب الإفريقية            | الرباط، المغرب                       | المركز السادس | السباعي            | 4 717 نقطة           |
| 2021  | البطولة العربية لألعاب القوى | رادس، تونس                           | المركز الأول  | سباق 400 متر حواجز | 56 ثانية 89          |
| 2021  | البطولة العربية لألعاب القوى | رادس، تونس                           | المركز الأول  | سباق 400 متر تتابع | 3 دقائق، 45 ثانية 64 |
| 2021  | البطولة العربية لألعاب القوى | رادس، تونس                           | المركز الثالث | 100 متر حواجز      | 14 ثانية 42          |
| 2022  | بطولة إفريقيا لألعاب القوى   | سان بيير، موريشيوس                   | المركز الثالث | 400 متر حواجز      | 58 ثانية 06          |
| 2022  | ألعاب البحر الأبيض المتوسط   | وهران، الجزائر                       | المركز الثالث | 400 متر حواجز      | 56 ثانية 45          |
| 2023  | البطولة العربية لألعاب القوى | مراكش، المغرب                        | المركز الأول  | 400 متر حواجز      | 54 ثانية 98          |
| 2023  | البطولة العربية لألعاب القوى | مراكش، المغرب                        | المركز الثاني | 100 متر حواجز      | 13 ثانية 73          |
| 2023  | الألعاب العربية              | وهران، الجزائر                       | المركز الأول  | 400 متر تتابع      | 3 دقائق، 35 ثانية 80 |
| 2023  | الألعاب العربية              | وهران، الجزائر                       | المركز الثاني | 400 متر حواجز      | 55 ثانية 40          |
| 2023  | الألعاب العربية              | وهران، الجزائر                       | المركز الثالث | 100 متر حواجز      | 13 ثانية 67          |
| 2023  | الألعاب الفرنكفونية          | كينشاسا، جمهورية الكونغو الديمقراطية | المركز الأول  | 400 متر حواجز      | 55 ثانية 17          |
| 2023  | الألعاب الفرنكفونية          | كينشاسا، جمهورية الكونغو الديمقراطية | المركز الأول  | 400 متر تتابع      | 3 دقائق 33 ثانية 89  |